# Borgo di Bournemouth
Bournemouth è stato un borgo e autorità unitaria del Dorset (contea cerimoniale), Inghilterra, Regno Unito, con sede nella città omonima. È stato abolito il 1º aprile 2019
L'autorità fu creata come distretto con il Local Government Act 1972, il 1º aprile 1974 dal precedente County Borough omonimo creato in origine nel 1890 come Municipal Borough. Lo status unitario risale al 1997.
Il 1º aprile 2019 si è fuso insieme a Christchurch e Poole a formare Bournemouth, Christchurch and Poole.

## Ward
- Boscombe East
- Boscombe West
- Central
- East Cliff & Springbourne
- East Southbourne & Tuckton
- Kinson North
- Kinson South
- Littledown & Iford
- Moordown
- Queen's Park
- Redhill & Northbourne
- Strouden Park
- Talbot & Branksome Woods
- Throop & Muscliff
- Wallisdown & Winton West
- West Southbourne
- Westbourne & Westcliff
- Winton East

## Amministrazione

### Gemellaggi
- Lucerna, Svizzera, dal 1981
- Netanya, Israele